# Renzo Bertoni
Renzo Bertoni (Revere, 1907 – Calaceite, 31 marzo 1938) è stato un militare italiano, decorato di Medaglia d'oro al valor militare alla memoria nel corso della guerra di Spagna.

## Biografia
Nacque a Revere, provincia di Mantova, nel 1907, figlio di Gino e Grazia Frignani. Arruolatosi nel Regio Esercito fu nominato sottotenente di complemento dell'arma di fanteria nel reggimento carri armati. Effettuò il servizio di prima nomina dal 5 agosto al 5 settembre 1930. Conseguita la laurea in scienze politiche presso l'Università di Roma nel 1931, e successivamente compì viaggi di studio fermandosi particolarmente nella Russia Europea che visitò, da Leningrado al Caucaso, per oltre un anno. Scrittore e giornalista prestò servizio presso il Ministero della cultura popolare. Col grado di tenente fu inviato in Spagna in servizio nel Raggruppamento carristi del Corpo Truppe Volontarie. Cadde in combattimento a Calaceite il 31 marzo 1938, e per onorarne il coraggio venne decretata la concessione della medaglia d'oro al valor militare alla memoria.

## Pubblicazioni
- Il trionfo del fascismo nell’URSS, Signorelli, Roma, 1933.

### Fonti
1. ↑  Gruppo Medaglie d'Oro al Valore Militare 1965, p. 290.
2. 1 2 3 4 5 6  Assocarri.
3. ↑  Combattenti Liberazione.
4. ↑  Medaglie d'oro al valor militare sul sito della Presidenza della Repubblica
5. ↑  Registrato alla Corte dei conti addì 25 gennaio 1939,  guerra registro 3, foglio 60.